# Jorge Bruni
Jorge Ricardo Bruni Machín (1941 - 2020) fou un advocat i polític uruguaià pertanyent al Front Ampli. Ocupà el càrrec de ministre de l'Interior del govern de Tabaré Vázquez des de la renúncia de Daisy Tourné, el juny de 2009, fins a l'assumpció del president José Mujica, l'1 de març de 2010.
Bruni es graduà en Dret per la Universitat de la República el 1977. Abans d'ocupar el càrrec de ministre, va ser subsecretari del Ministeri de Treball i Seguretat Social, amb seu a Montevideo.